# Duvan (stjärnbild)
För andra betydelser, se Duvan eller Duva.
Duvan (Columba på latin) är en stjärnbild på södra stjärnhimlen. 
Konstellationen är en av de 88 moderna stjärnbilderna som erkänns av den Internationella astronomiska unionen.

## Historik
Stjärnbilden Duvan fanns inte med bland de 48 konstellationerna som listades av den antike astronomen Ptolemaios i hans samlingsverk Almagest. Den beskrevs först av den nederländske astronomen Petrus Plancius 1592 för att täcka en lucka i närheten av Stora hunden. Plancius kallade ursprungligen konstellationen Columba Noachi ("Noas duva"), med tanken att det var frågan om duvan som gav Noa budskapet att Syndafloden drog sig tillbaka. Duvan kan också representera den duva som hjälpte Jason och Argonauterna att navigera i Svarta havet.

## Stjärnor

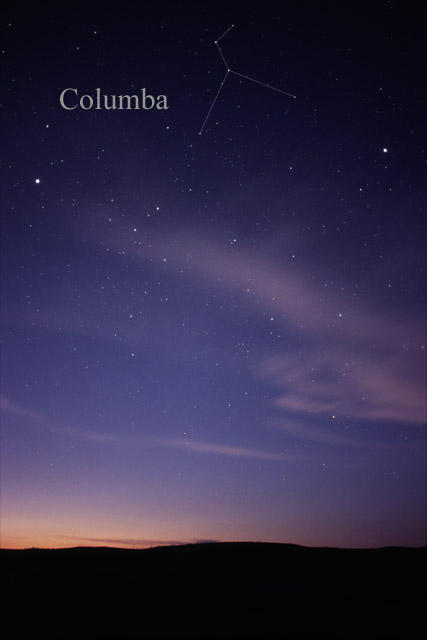
Stjärnbilden Duvan (Columba) som den kan ses med blotta ögat.

Duvan är en lätt urskiljbar stjärnbild.
- α - Alfa Columbae (Phact) är en dubbelstjärna av magnitud 2,60. Den misstänks vara en Gamma Cassiopeiae-variabel.
- β - Beta Columbae (Wezn) av magnitud 3,12.
- δ - Delta Columbae (Ghusn al Zaitun) är en spektroskopisk dubbelstjärna av magnitud 3,85.
- γ - Gamma Columbae är en blå stjärna av magnitud 4,35.
- ε - Epsilon Columbae är en jätte av magnitud 3,88.
- η - Eta Culumbae är en gulorange jätte av magnitud 3,95.

## Djuprymdsobjekt
Det finns inga Messierobjekt i Duvans stjärnbild.

### Stjärnhopar
- NGC 1851 (Caldwell 73) är en klotformig stjärnhop av magnitud 7,1.

### Galaxer
- NGC 1792 är en spiralgalax av magnitud 10,2.
- NGC 1800 är en oregelbunden galax av magnitud 12,6.
- NGC 1808 är en seyfertgalax av magnitud 9,9 på 40 miljoner ljusårs avstånd.
- NGC 2090 är en spiralgalax av magnitud 11,2.